# Tréfols
Tréfols ist eine französische Gemeinde mit 174 Einwohnern (Stand: 1. Januar 2022) im Département Marne in der Region Grand Est (vor 2016 Champagne-Ardenne). Sie gehört zum Arrondissement Épernay und zum Kanton Sézanne-Brie et Champagne.

## Geografie
Tréfols liegt etwa 94 Kilometer ostsüdöstlich des Pariser Stadtzentrums. Das Gemeindegebiet wird vom Flüsschen Ru de Bonneval durchquert. Umgeben wird Tréfols von den Nachbargemeinden Montenils und Rieux im Norden, Morsains im Osten, Champguyon im Südosten, Joiselle im Süden, Villeneuve-la-Lionne im Südwesten sowie Le Vézier im Westen.

## Bevölkerungsentwicklung
| Jahr                       | 1962 | 1968 | 1975 | 1982 | 1990 | 1999 | 2006 | 2011 | 2018 |
| -------------------------- | ---- | ---- | ---- | ---- | ---- | ---- | ---- | ---- | ---- |
| Einwohner                  | 184  | 141  | 117  | 112  | 131  | 159  | 142  | 136  | 174  |
| Quellen: Cassini und INSEE |      |      |      |      |      |      |      |      |      |

## Sehenswürdigkeiten

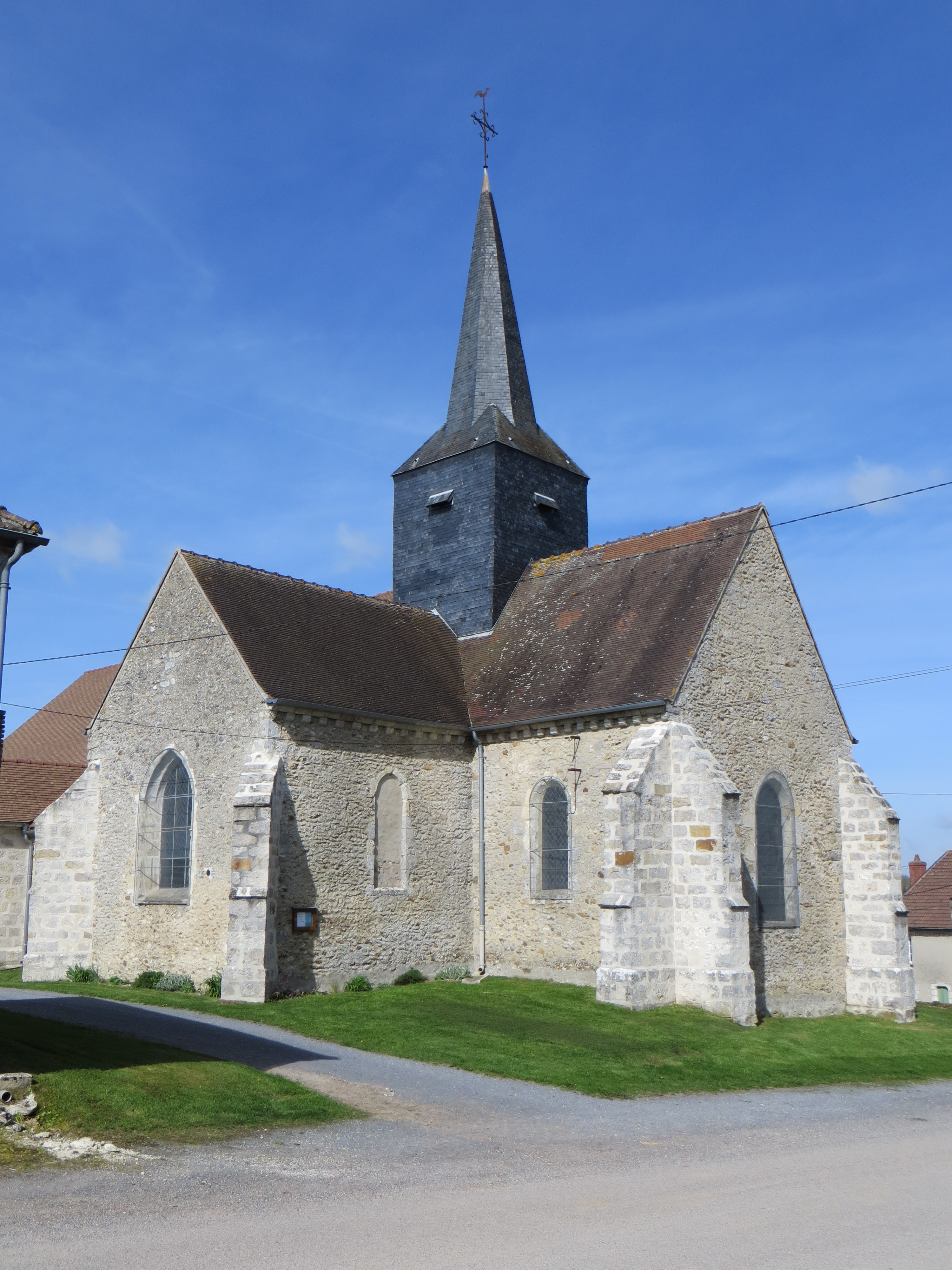
Kirche Saint-Médard
- Schloss Doussigny
- Zehntscheune des Tempelritterordens
- zwei Waschhäuser
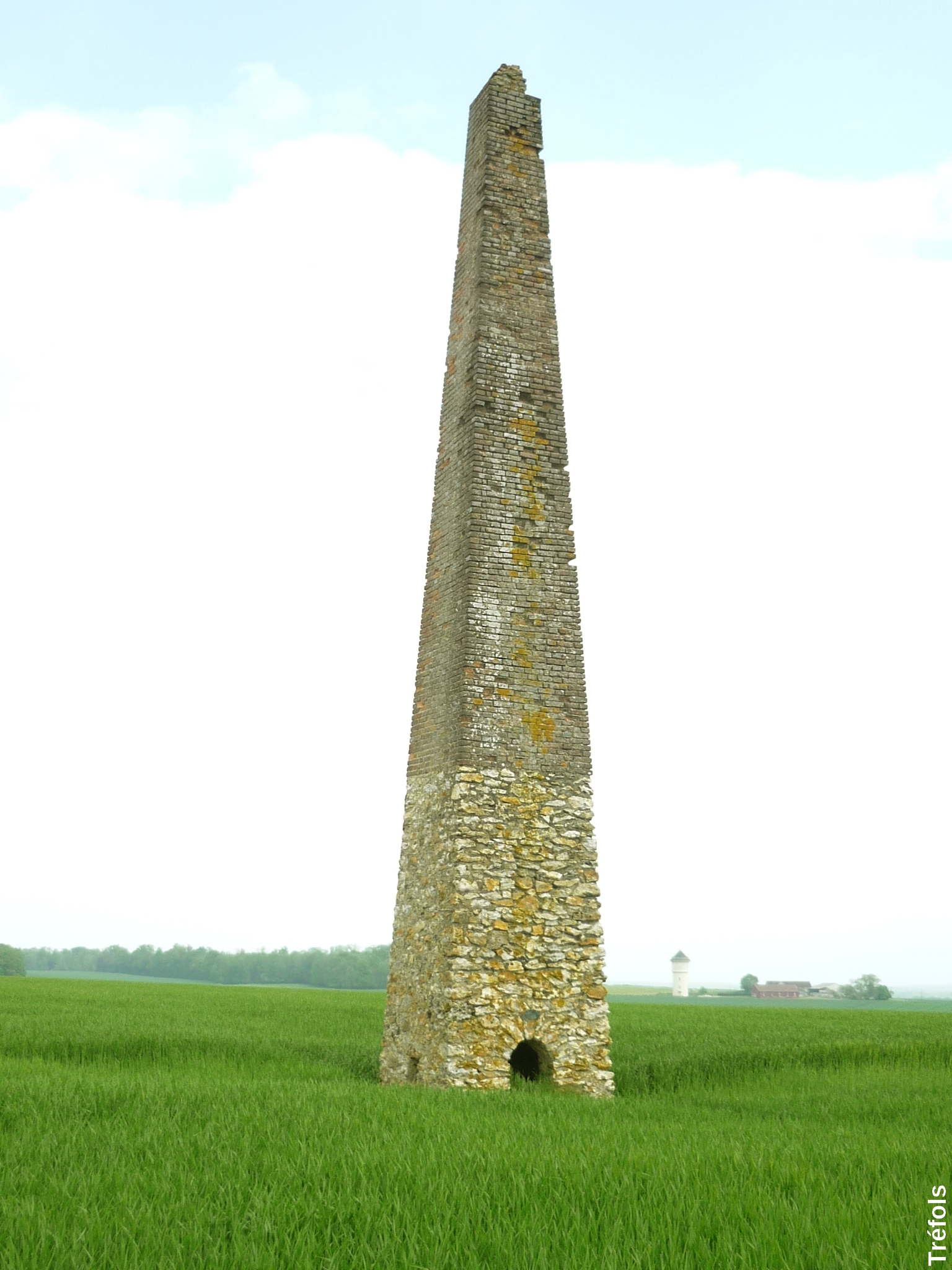
geodätische Stele

- Kirche Saint-Médard
- Geodätische Stele